# Scituloglaucytes vittifera
Scituloglaucytes vittifera là một loài bọ cánh cứng trong họ Cerambycidae.